# ルネ・エリクセン
ルネ・エリクセン (Rune Eriksen、1975年1月13日 - )は、ノルウェー・オスロ出身のヘヴィメタルミュージシャン。現在はポルトガル在住。ブラックメタルバンド、メイヘムの前ギタリストとして著名で、ブラスフェマー (Blasphemer)のステージネームで知られている。また、メイヘム在籍中は、全楽曲の作曲も担っていた。ブラスフェマーのステージネームは、ソドムの楽曲から採られた。メイヘムでは、1994年から2008年まで活動していた。メイヘムの活動中にノルウェーの音楽賞であるSpellemannprisen 2007を受賞している。メイヘム脱退前の2005年に、ポルトガルでゴシックメタル/ドゥームメタルバンド、アヴァ・インフェリを結成しており、ギターとサンプリングを担当している。メイヘム脱退後はポルトガルに移住し、同バンドをメインバンドとして活動している。この他に、オーラ・ノワール、メッツェルシュミット、Nader Sadek、イン・サイレンス、テスティモニー、トワイライト・オヴ・ザ・ゴッズといったノルウェーのブラックメタル、デスメタルバンドでも活動していた。

## 参加バンド
活動中
- Aura Noir - ギター (1996 - )
- Twilight of the Gods - ギター (2010 - )
- Earth Electric - ギター、ボーカル (2014 - )
- Vltimas - ギター (2015 - )
- Ruïm - ギター、ベース、ボーカル (2020 - )

活動状況不明
- Mezzerschmitt - ボーカル、ギター、ベース (2001 - )

脱退・解散
- Mayhem - ギター (1994 - 2008)、ベース (2007)

- Ava Inferi - ギター、サンプリング (2005 - 2013)
- Nader Sadek - ギター (2011 - 2015)
- Testimony - ギター
- In Silence - 不明

## ディスコグラフィー
Mayhem
- Wolf's Lair Abyss (1997)
- Mediolanum Capta Est (1999)
- Grand Declaration of War (2000)
- Live in Marseilles (2002)
- Chimera (2004)
- Ordo Ad Chao (2007)

Mezzerschmitt
- Weltherrschaft (2002)

Ava Inferi
- Burdens (2006)
- The Silhouette (2007)
- Blood of Bacchus (2009)
- Onyx (2011)

Aura Noir
- Black Thrash Attack (1996)
- Deep Tracts of Hell (1998)
- The Merciless (2004)
- Hades Rise (2008)
- Out to Die (2012)

Nader Sadek
- In the Flesh (2011)